# Oppstrynsvatnet
Oppstrynsvatnet (oder Oppstrynsvatn) ist der Name eines Sees in der Kommune Stryn in der norwegischen Provinz Vestland. Am Südufer liegt der Ort Oppstryn, im Osten Hjelle.
Die Straße RV 15, führt größtenteils entlang des Südufers, wobei sie fast am westlichen Ende des Sees über den See auf die Nordseite wechselt. Östlich des Sees trifft sie auf den Gamle Strynefjellsvegen.
Der wichtigste Zufluss liegt an der Ostseite des Sees und ist die Hjelledøla aus dem Hjelledalen. Daneben gibt es einige kleinere Bäche und Wasserfälle, die an der Nord- und Südseite des Sees münden. Der Abfluss des Sees im Westen ist die Stryneelva, die in den Nordfjord mündet.
An der Ostseite des Sees ragt steil der Berg Hjellehyrna (1368 m.o.h.) auf.
Nordöstlich der Nakken (1236 m.o.h.), nördlich der Lægdekulen (1433 m.o.h.) und das Marsåhyrna (1340 m.o.h.).
Südlich liegt das Geitafjellhyrna (1626 m.o.h.), das Storskredfjellet (1742 m.o.h.), Kampen (1648 m.o.h.) und das Nonshyrna (1516 m.o.h.). In diesem Bereich befindet sich oberhalb des Sees auch ein Ausläufer des Gletschers Tindefjellbreen.

## Bildergalerie

Panorama des Oppstrynsvatnet von der Südseite des Sees. Die Berge Oppigardshyrna und Lægdekulen sind in der Mitte des Bildes zu sehen. Links davon befindet sich der Ort Flo. Der Berg Hjellehyrna am Ostende des Sees ist rechts im Bild zu sehen. Links im Bild ist der Berg Marsåhyrna zu sehen